# Bernice Kolko
Bernice Kolko (ur. 2 listopada 1905 w Grajewie, zm. ok. 15 grudnia 1970 w Meksyku) – fotografka żydowskiego pochodzenia, przyjaciółka Fridy Kahlo.

## Życiorys
Była najmłodszym dzieckiem w rodzinie, miała dwie siostry i brata. W 1920 matka Bernice wyemigrowała wraz z nią do Chicago, na co złożyło się kilka przyczyn – żydowskie pochodzenie, pogarszająca się sytuacja finansowa rodziny oraz śmierć ojca. Matka Bernice zmarła w 1922. W 1926 Kolko ukończyła Crane High School w Chicago i wyszła za mąż. W 1929 w Nowym Jorku urodziła syna Eugena. Nie jest znane imię ojca dziecka. Wówczas Bernice otrzymała amerykańskie obywatelstwo.
W 1932 wyjechała do Europy. Na uniwersytecie w Wiedniu uczęszczała na zajęcia z fotografii prowadzone przez prof. Rudolfa Koppitza, klasyka piktorializmu. Wróciła do USA w 1934 i zaczęła pracę w Nowym Jorku jako niezależna fotografka. Wykonywała m.in. portrety dzieci w Harlemie. W 1935 brała udział w Collective Exhibition w Nowym Jorku oraz w wystawie w Arts and History Museum w Evansville. W ramach rządowych działań wspierających sztukę zaprezentowała projekt Twarze. W 1942 pracowała w fabryce Lockheed w Los Angeles. W 1944, mając licencję uzyskaną z fabryki, zaciągnęła się do Korpusu Kobiecej Armii USA jako fotografka wojenna.
Po zakończeniu II wojny światowej otrzymała status weterana. W 1946–1947 mieszkała w Riverside w Kalifornii. Prowadziła prace nad fotografią eksperymentalną, uczęszczała na kursy fotografii komercyjnej w Art Center School w Los Angeles. Tam poznała Mana Raya, z którym współpracowała. W 1951 studiowała w miejskim koledżu w Los Angeles. W październiku wyjechała na wakacje do Meksyku, gdzie zaczęła projekt Kobiety Meksyku.
W 1953 zaczęła się jej bliska przyjaźń z Fridą Kahlo i Diego Riverą. Z Riverą, który zaprosił ją do Meksyku, poznali się w Chicago. Od tej pory często gościła w „Niebieskim Domu” w Coyoacán. Obie artystyki ciepło o sobie mówiły, a Frida wspominała Bernice w swoim pamiętniku. Kolko znała się też z malarzami: Davidem Alfaro Siqueirosem, Chavezem Morado oraz Olgą Costą. Wśród jej znajomych byli Ruth Bernhard, Edward Weston oraz Dorothei Lange, której zrobiła kilka zdjęć.
Aktywność w Meksyku zaowocowała nie tylko fotografiami, na których Bernice Kolko uwieczniła Fridę Kahlo w swobodnym, codziennym wizerunku, oraz pośmiertnymi czarno-białymi zdjęciami malarki, ale też rozwojem zainteresowania fotografią uliczną. W 1955 w Bellas Artes National Institute (Pałac Sztuk Pięknych) w Meksyku zorganizowano wystawę Kobiety Meksyku, która była pierwszą indywidualną wystawą Kolko w tym kraju. Była prawdopodobnie pierwszą kobietą fotografką, której prace pokazano w Bellas Artes. Wystawa prezentowała kobiety w różnym wieku w codziennych i oficjalnych sytuacjach. W 1961 wystawę Rostros de México (Twarze Meksyku) pokazano na uniwersytecie w Guanajuato. Łącznie prace Bernice Kolko wystawiano w Meksyku 50 razy. Jej twórczość pokazywano także w Jerozolimie (122 zdjęcia z serii Twarze Meksyku). Fotografowała również na ulicach Jerozolimy, co pozwoliło na zgromadzenie materiału do jej pierwszej książki Rostros de Israel (Twarze Izraela). W tym czasie zaczęła jej dokuczać jaskra.
W 1962 magazyn „Artes de México” poświęcił numer specjalny tematyce targów i kupców, ilustrowany jej fotografiami. W tym czasie podróżowała po Azji (Sajgon, Karaczi, Mjarma, Formosa, Indie, Tajlandia, Japonia). W 1966 jej fotografie pokazano w galerii w Mexican American Cultural Relations Institute w Meksyku. Uniwersytet w Meksyku opublikował książkę Twarze Meksyku, natomiast Instytutu Antropologii tejże uczelni pokazał wystawę The Indian world of Bernice Kolko. W tym czasie kontynuowała podróże, tym razem po Ameryce Południowej (Peru, Ekwador, Boliwia, Brazylia, Argentyna). W 1970 wystawę Twarze Meksyku pokazano w Puebla oraz w Muzeum Człowieka w San Diego w Kalifornii.
Bernice Kolko zmarła podczas przygotowań do wyjazdu do Ameryki Południowej. Chorowała na artretyzm.

## Upamiętnienie
W 2017, upamiętniając 110. rocznicę urodzin Fridy Kahlo, w Centrum Kultury Zamek w Poznaniu zorganizowano wystawę „Frida Kahlo i Diego Rivera. Polski kontekst”. Oprócz prac Fridy i Diego zaprezentowano fotografie Benice Kolko, prace uczennicy Fridy i Diego, Fanny Rabel, artystki polsko-żydowskiego pochodzenia, a także materiały poświęcone Wystawie Sztuki Meksykańskiej w Polsce, która odbyła się w Warszawie w 1955.